# Monasterio de Nuestra Señora de Gracia
En el actual monasterio de Nuestra Señora de Gracia, en Madrigal de las Altas Torres, estuvo situado el antiguo Palacio de Juan II de Castilla y casa natal de la reina Isabel I la Católica.

## Historia
Su construcción, tal vez pueda fecharse en el siglo XIII, aunque los primeros datos que se tienen de su existencia son de la estancia de Pedro I de Castilla entre sus muros.
Se trató desde un primer momento de un edificio palaciego de recreo o una morada de paso en la vida itinerante de la corte, no una residencia monumental para uso habitual. De ahí la sencillez de su estilo mudéjar austero. Parece que la reina Isabel de Portugal solía usarlo de modo continuo, motivo por el que allí nacerían sus dos hijos: Isabel la Católica y el infante Alfonso de Castilla. Posteriormente se convertiría en monasterio, en el convento de Gracia, de religiosas agustinas. En 1499 se unieron al convento dos hijas naturales de Fernando el Católico, María Blanca y María Esperanza de Aragón.
Por esa época, la comunidad comenzó a necesitar de un mayor espacio y fue necesario añadir al palacio un claustro nuevo adornado con diez arcos, dos pisos y una escalera señorial.
Actualmente, conserva algunas piezas del antiguo palacio como son la sala de Cortes (con un magnífico artesonado mudéjar), escalera regia del siglo XV, el claustro, la capilla real, el salón de Embajadores y la alcoba de la Reina.
El monasterio conserva importantes obras de arte, como son un Calvario de Juan de Juni, una Inmaculada Concepción de Alonso Cano y varias piezas de las escuelas de Berruguete y Ribera (Virgen de las Nieves, Virgen del Mar y retrato anónimo de los Reyes). Asimismo, es reseñable el conjunto documental y de mobiliario que atesora.